# 陶家屯镇 (新民市)
陶家屯镇，是中华人民共和国辽宁省沈阳市新民市下辖的一个乡镇级行政单位。

## 行政区划
陶家屯镇下辖以下地区：
羊草沟村、兰旗堡子村、陶家屯村、南窑村、沉檀木村、小孤家子村和乌尔汉村。